# Bakar
Bakar (italsky Buccari) je město a přímořské letovisko v Chorvatsku v Přímořsko-gorskokotarské župě. Nachází se u Bakarského zálivu, asi 12 km jihovýchodně od Rijeky. Žije zde přibližně 7 600 obyvatel. V roce 2011 žilo v celé opčině 8279 obyvatel. Název v chorvatštině znamená měď.
Do opčiny spadá celkem 9 sídel. Město Bakar je střediskem opčiny, ale až druhým největším sídlem; největším sídlem opčiny je vesnice Hreljin, v níž žije 2 206 obyvatel. Této vesnici však i přesto, že je větší než město ve stejné opčině, status města nenáleží. Dalšími velkými vesnicemi jsou Krasica, Škrljevo a Kukuljanovo.
- Bakar – 1 473 obyvatel
- Hreljin – 2 206 obyvatel
- Krasica – 1 353 obyvatel
- Kukuljanovo – 905 obyvatel
- Plosna – 44 obyvatel
- Ponikve – 45 obyvatel
- Praputnjak – 593 obyvatel
- Škrljevo – 1 344 obyvatel
- Zlobin – 316 obyvatel

Vzhledem k tomu, že se v Bakaru se nenachází žádná pláž, a že moře je kvůli tomu, že zde dříve byl přístav tankerů a koksovna, velmi znečištěno, není Bakar mezi turisty příliš oblíbenou destinací, ale díky svému starobylému charakteru a hradu Bakarski kaštel je poměrně častou výletní destinací. Nachází se zde celkem čtyři kostely a tzv. bakarský podvodní tunel.
V Bakaru se vyrábí nejlepší chorvatské šumivé víno, nazývané Bakarska vodica.

## Doprava
Nejvýznamnějšími dopravními komunikacemi města jsou dálnice A7 a silnice D8. Dalšími významnými silnicemi v opčině jsou D3, D40 a D501.